# Мотобу
Мото́бу (яп. 本部町, もとぶちょう, МФА: [motobu t͡ɕoː]?) — містечко в Японії, в повіті Куніґамі префектури Окінава.  Отримало статус містечка 1940 року. Площа становить 54,33 км². Станом на 1 липня 2012 року населення складало 13 713  осіб, густота населення — 252 осіб/км².   

Протягом 1429—1871 років територія Мотобу входила до складу Рюкюської держави. 1871 року остання була перетворена на японський автономний уділ Рюкю. 1879 року цей уділ анексувала Японська імперія, яка перетворила його на префектуру Окінава.